# Golinci
Golinci  su naselje u Hrvatskoj, regiji Slavoniji u Osječko-baranjskoj županiji i nalaze se u sastavu grada Donjeg Miholjca.

## Zemljopisni položaj
Golinci se nalaze na 96 metara nadmorske visine u nizini istočnohrvatske ravnice, a pokraj sela protječe rijeka Karašica. Selo se nalazi na županijskoj cesti ŽC4046 Miholjački Poreč-Golinci. Susjedna naselja: istočno Miholjački Poreč, sjeveroistočno Rakitovica i grad Donji Miholjac. Južno se nalaze Kućanci i jugoistočno Magadenovac naselja u sastavu općine Magadenovac. Zapadno su naselja Krunoslavje, Bockovac, te sjevezapadno Ivanovo koja pripadaju općini Viljevo. Pripadajući poštanski broj je 31543 Miholjački Poreč, telefonski pozivni 031 i registarska pločica vozila NA (Našice). Površina katastarske jedinice naselja Golinci je 13,32 km2.

## Stanovništvo
| broj stanovnika | 631   | 633   | 579   | 669   | 768   | 816   | 767   | 809   | 859   | 845   | 789   | 644   | 546   | 503   | 486   | 431   | 342   |
|                 | 1857. | 1869. | 1880. | 1890. | 1900. | 1910. | 1921. | 1931. | 1948. | 1953. | 1961. | 1971. | 1981. | 1991. | 2001. | 2011. | 2021. |

U 1981. smanjeno izdvajanjem istoimenog dijela u samostalno naselje Magadenovac, općina Magadenovac, za koje sadrži dio podataka u 1971.

## Crkva
U selu se nalazi rimokatolička crkva Sv. Ivana Glavosijeka koja pripada katoličkoj župi Sv. Ane u Radikovcima i donjomiholjačkom dekanatu Đakovačko-osječke nadbiskupije. Crkveni god (proštenje) ili kirvaj slavi se 29. kolovoza.
Evangelistička crkva također se nalazi u selu, ali je u ruševnom stanju i bez vjernika. Vjernici te crkve su bili pripadnici njemačke nacionalne manjine koji su selo napustili ili su ih tadašnje vlasti prognale krajem Drugog svjetskog rata.

## Obrazovanje i školstvo
U selu se nalazi škola do četvrtog razreda koja radi u sklopu Osnovne škole Matija Gubec u Magadenovcu.

## Šport
NK Mladost Golinci natječe se u sklopu 3. ŽNL Liga NS D. Miholjac.

## Ostalo
U selu djeluje Dobrovoljno vatrogasno društvo Golinci, te Športsko ribolovna udruga "Linjak" Golinci i Udruga mladih "Generacija" Golinci.

## Vanjska poveznica
- http://www.donjimiholjac.hr/
- http://os-mgubec-magadenovac.skole.hr/  Arhivirana inačica izvorne stranice od 1. veljače 2014. (Wayback Machine)